# Gabriele Falloppio
Gabriele Falloppio (Mòdena, Ducat de Mòdena, 1523 - 9 d'octubre de 1562) va ser un metge italià més conegut pel seu cognom en llatí Fallopius. Fou un dels més importants anatomistes i metges del segle xvi.

## Biografia
Va néixer en un família noble empobrida i que rebés una bona educació no va ser gens fàcil. Les dificultats financeres el portaren a reunir-se amb el clergat, i el 1542, es convertia en un canonge de la catedral de Mòdena. Estudià medicina a Ferrara, en aquella època una de les millors escoles mèdiques d'Europa.
El 1548 obtingué el seu títol de doctor sota el guiatge d'Antonio Musa Brassavola. Posteriorment va treballar en diverses escoles mèdiques fins a arribar a convertir-se en professor d'anatomia a Ferrara, el mateix any 1548. Girolamo Fabrizio era un dels seus estudiants famosos. L'any següent va ser sol·licitat per la universitat de Pisa, en aquell temps la més important d'Itàlia. El 1551 Falloppio era convidat per Cosme I de Mèdici, Gran Duc de la Toscana, per ocupar la càtedra d'anatomia i cirurgia a la Universitat de Pàdua. També va formar part del professorat de botànica i era el superintendent dels jardins botànics.
Va morir el 9 d'octubre de 1562 a Pàdua i tot que encara no havia arribat als quaranta, la seva tasca el situen com un dels grans metges de la història.

## Relació amb els seus contemporanis
En l'època en què va viure Falloppio l'anatomia rebé un gran desenvolupament. Al costat de Fallopio hi ha altres grans anatomistes com Vesalius, Eustachius o Realdo Colombo que va ser qui el succeí a Padua. S'ha dit que en alguns moments va estar gelós d'alguns dels grans descobriments anatòmics del moment i aquesta era la raó per la qual va fer moltes crítiques i el motiu pel qual sovint corregia i revisava el seu treball. Altres, com Heinrich Haeser, una autoritat en la història de la medicina, afirma que Falloppio destacava per la seva modèstia i reconeixia els treballs dels altres, especialment de Vesalius. El motiu de les seves correccions no era altre que contribuir al progrés de la ciència anatòmica.

## La seva contribució
El treball de Falloppio va centrar-se principalment amb l'anatomia del cap. Va contribuir a ampliar el coneixement existent sobre l'orella interna i va descriure en detall el timpà i les seves relacions a l'anell ossi en el qual se situa. També va descriure minuciosament la finestra rodona i la finestra oval i la seva comunicació amb el vestíbul i còclea. La seva descripció dels passatges lacrimals de l'ull van ser un gran avenç en relació al coneixement dels seus predecessors i també va fer una observació detallada de l'os etmoide.

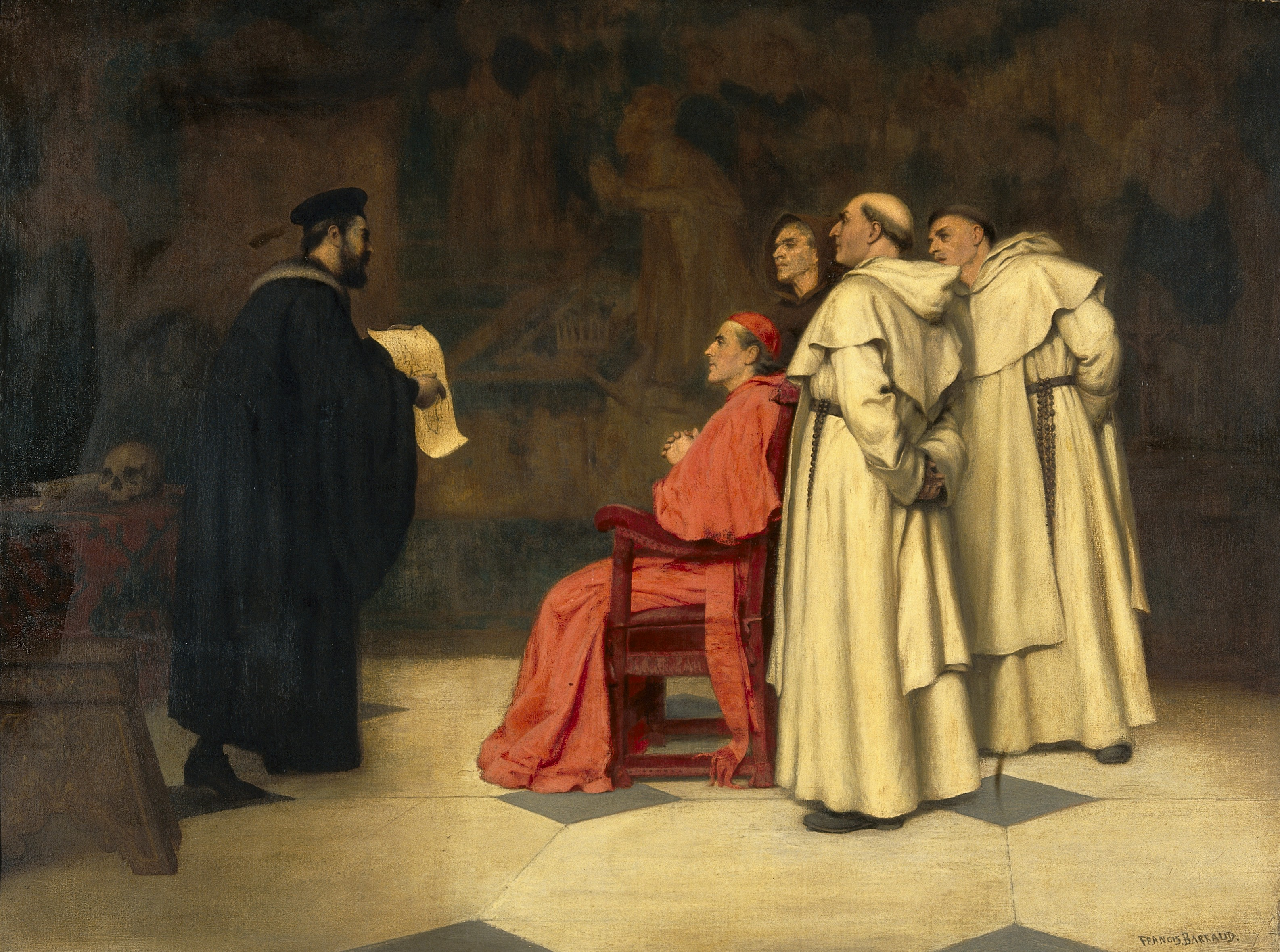
"Gabriel Falloppius explicant un dels seus descobriments al cardenal duc de Ferrara". Pintura a l'oli de Francis James Barraud.

Les seves contribucions a l'anatomia dels ossos i músculs són molt valuoses. Va ser en el camp de la miologia on va fer correccions més precises a les observacions de Vesalius. També va estudiar els òrgans reproductors en ambdós sexes, i va descriure la trompa de Fal·lopi, que connecta l'ovari amb l'úter i que en reconeixement dels seus descobriments du el seu nom. També apareix el seu nom en l'aqüeducte de Fal·lopi, conducte obert per on passa el nervi facial després de deixar el nervi auditiu.
Pel que fa a la medicina pràctica va ser el primer a utilitzar un espècul auditiu per a la diagnosi i tractament de les malalties de l'orella, i els seus escrits sobre temes quirúrgics són d'un gran interès. Publicà dos tractats sobre úlceres i tumors, un tractat sobre cirurgia, i un comentari sobre el llibre d'Hipòcrates sobre ferides del cap.
En el seu temps se'l considerava una autoritat en el camp de la sexualitat. En el seu tractat sobre la sífilis defensava l'ús de preservatius, i inicià el que pot haver estat la primera prova clínica sobre aquest tipus de dispositiu.
Falloppio va mostrar interès en tots els tipus de teràpia. Va escriure un tractat sobre banys i aigües termals, un altre sobre purgants, i un tercer sobre la composició dels medicaments. Cap d'aquestes obres, excepte la seva Anatomia (Venècia, 1561), va ser publicada en vida. Ens han arribat manuscrits de les seves conferències i apunts dels seus estudiants, que van ser publicats per Volcher Coiter a Nuremberg, l'any 1575.